# Nuglar-St. Pantaleon
Nuglar-St. Pantaleon é uma comuna da Suíça, situada no distrito de Dorneck, no cantão de Soleura. Tem 6,34 km² de área e sua população em 2018 foi estimada em 1.487 habitantes.